# Сицилийское барокко

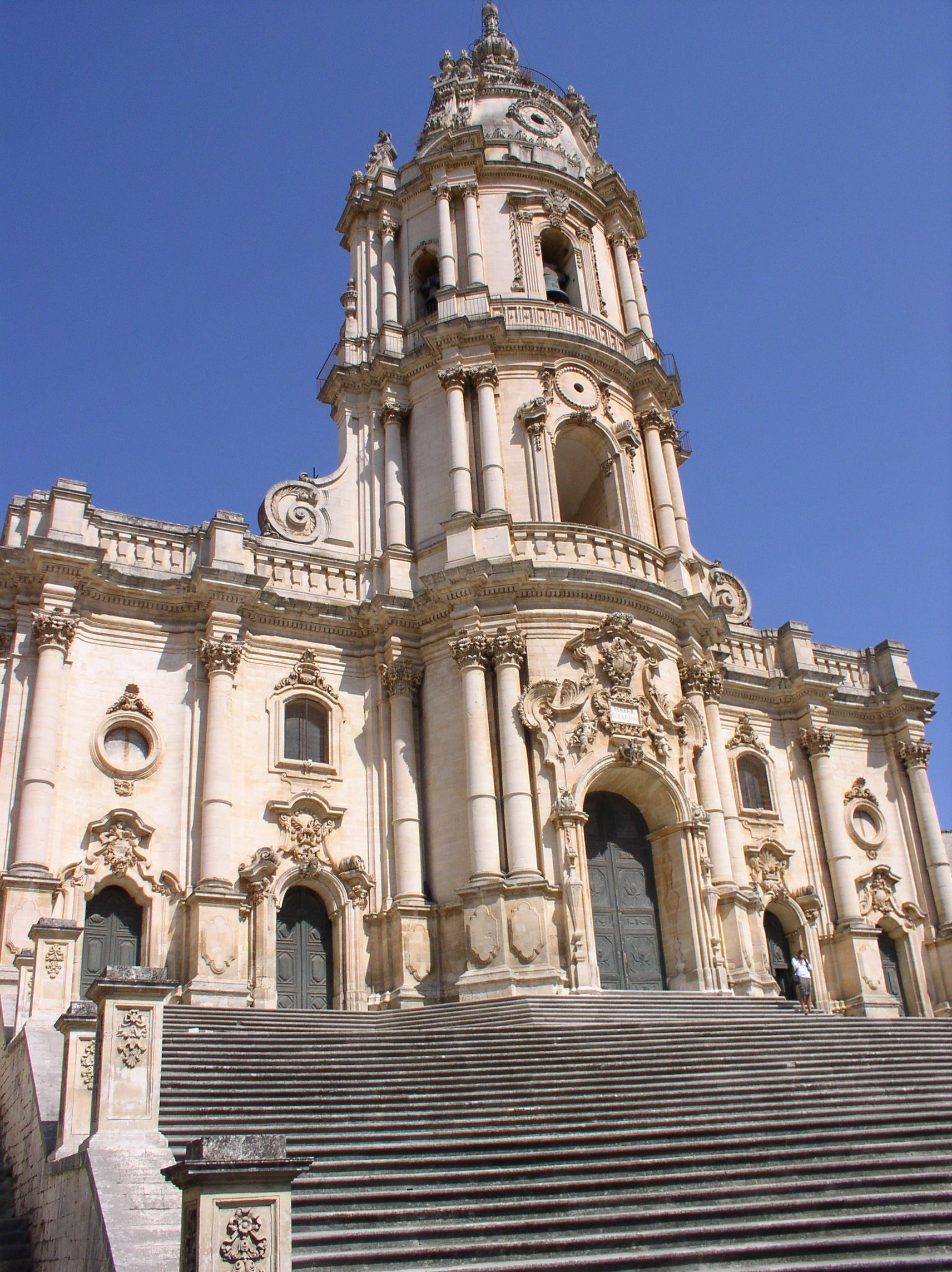
Кафедральный собор в Модике

Сицилийское барокко (итал. Barocco siciliano) — форма барочной архитектуры, преобладавшая на Сицилии в XVII и XVIII веках. Данный вид представляет собой не только типичные для барокко криволинейные формы, но также содержит всевозможные разновидности улыбающихся масок, путти и особую пышность, благодаря чему Сицилия получила уникальный архитектурный стиль.
Сицилийское барокко обязано своим появлением ужасному землетрясению на острове в 1693 году, вслед за которым последовало повсеместное восстановление городов и всех архитектурных построек внутри них. Это событие также дало местным архитекторам большую свободу для воплощения своих самых разнообразных проектов. Первоначально на острове преобладало типичное для всей Италии барокко, но с годами оно заметно преобразилось, приобретя новые черты, которые теперь невозможно было увидеть в других регионах Италии. Стиль сицилийского барокко в основном ограничивался использованием в возведении церквей, дворцов и резиденций местной аристократии.
Основными отличительными особенностями данного стиля являются:
1. широкое применение масок и путти, которые, как правило, придерживают балконы или антаблемент;
2. балконы обычно украшаются кованными железными балясинами различных сложных форм;
3. возведение сложных наружных лестниц;
4. строительство вогнутых или выпуклых фасадов;
5. колокольни строились отдельно от церкви, вразрез с общепринятой в Италии традицией;
6. инкрустация цветным мрамором полов и стен;
7. большинство зданий в данном стиле имеют тёмный (от серого до чёрного) цвет из-за того, что строительство велось из самого доступного в то время материала — вулканического камня;

Хотя все эти примеры нельзя увидеть на одном здании и каждый из них по отдельности не является уникальным, всё же их сплетение создаёт свой своеобразный стиль, которым и привносит в сицилийское барокко его изюминку.
Наиболее яркие представители — Розарио Гальярди, Джованни Баттиста Ваккарини, Стефано Иттар, Винченцо Синатра.